# Ayenia micrantha
Ayenia micrantha är en malvaväxtart som beskrevs av Standley. Ayenia micrantha ingår i släktet Ayenia och familjen malvaväxter. Inga underarter finns listade i Catalogue of Life.